# Сім вільних мистецтв (гобелен)
«Сім вільних мистецтв» — фламандський гобелен; типовий зразок килимарства доби фламандського бароко, картон для якого створив антверпенський художник Корнеліс Схют (1597—1655).

## Уславлена галузь фламандського мистецтва і виробництва
Виробництво гобеленів стало важливою ознакою мистецтва Південних Нідерландів взагалі. Роздріблена країна, поділена колись між Німецькими князівствами та Францією, була об'єднана під владою Бургундського герцога, а в кінці 15 століття увійшла до складу імперії Габсбургів. Наявність бавовни, пасовиськ для тварин і дешевої робітничої сили сприяли розвитку текстильних мануфактур і виробництву сюжетних килимів, які часто називають тканими фресками, бо вони теж прикрашають стіни. Фламандські сюжетні килими і були коштовним замінником звичних фресок, позаяк фресковий живопис не отримав поширення в Південних  Нідерландах. Мобільність, можливість швидкого переносу і перевозу цих килимів обумовила їх використання для декорування церков, соборів, каплиць, приватних осель багатіїв, вікон і навіть вулиць під час свят. Власний комплект сюжетних килимів має і уславлена Сикстинська каплиця в Ватикані.

## Центри фламандського килимарства
Виробництво сюжетних килимів всіляко віталося урядом і місцевою владою, тому швидко виникають великі майстерні в містах Ауденарде, Гент, Брюгге, Аррас. Килими з Аррасу були настільки популярні, що по місту виробництва отримали назву, яка закріпилася в різних мовах навіть тоді, коли виробництво килимів в самому Аррасі - занепало. Визнаним центром виробництва килимів став Брюссель, що зберігав значення центру килимарства впродовж декількох століть. Фламандські килими відрізняла також наявність тканих рам. Бордюр, первісно вузький, був затканий квітами. З часом його значення побільшало, він став ширшим і надзичайно багатим за декоративними деталями, прикрашений картушами з написами, гірляндами з квітами і фруктами, додатковими сюжетними картинками.

## Відомі фламандські художники-картоньєри
До створення картонів для килимів залучали практично усіх найкращих художників країни, серед яких були - 
- Бернард ван Орлей
- Пітер Кук ван Альст
- Лука Лейденський
- Пітер Пауль Рубенс
- Йоос де Момпер
- Якоб Йорданс
- Давід Тенірс молодший

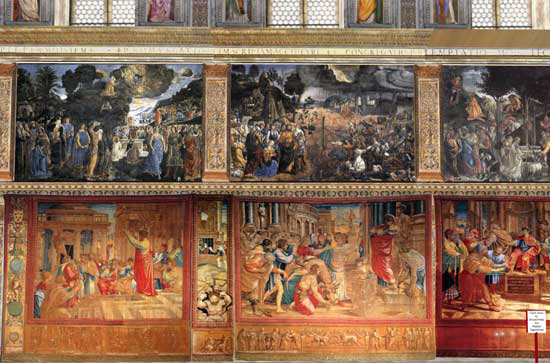
Сикстинська каплиця, прикрашена фресками та аррасами.

- Корнеліс Схют. Знаючи, що останній походить з Фландрії, художника залучили до створення картонів для гобеленової мануфактури родини Медичі в місті Флоренція, використавши його перебування в Італії.

Майстрів килимарства з Фландрії навіть запросили на працю в такі відомі мистецькі центри Західної Європи, як Рим, Флоренція, Париж.

## Розповсюджені килимові сюжети в добу бароко
Сюжетами для фламандських килимів були як біблійні персонажі, так і герої літературних творів і легенд, пейзажі ( вердюри ), зображення тварин, гербів шляхетних родин. Діапазон сюжетів - від «Легенди про Саблонську мадонну » до «Птахів серед зелені і квітів». Новий етап в створенні сюжетних килимів настав в 17 столітті, коли у Фландрії розвинули і зміцніли власні позиції майстри бароко. Замість середньовічних лицарів героями сюжетних килимів стають римські імператори, персонажі античних міфів і легенд, алегорії, які так полюбляло мистецтво бароко.

## Опис твору
Алегоричними постатями заповнив художник Корнеліс Схют і аррас «Сім вільних мистецтв». Килим походить з розрізненої серії, де були килими для окремих алегорій ( «Уранія або Астрономія», «Граматика», «Музика», «Архітектура», «Арифметика», «Риторика», «Геометрія» тощо ), а логічним завершенням серії став  килим з зображенням всіх вільних мистецтв разом. Сюжет походить із Стародавнього Риму, де «Сім вільних мистецтв» уособлювали мистецтва, гідні вільного громадянина держави — на відміну від важкої праці і непрестижних справ, гідних лише рабів. Цю схему підтримало і європейське середньовіччя, а потім наслідувало бароко. До складу вільних мистецтв тоді входили - «Граматика», «Арифмтика», «Риторика», «Геометрія», «Діалектика», «Музика» та «Астрономія», останню пізніше переведуть до складу наук.
Корнеліс Схют подав майданчик перед невеликою бароковою брамою і чотирма хвилястими колонами. Подібні стали улюбленим варіантом колон серед прихильників римського варіанту бароко. Саме їх використав Лоренцо Берніні при створенні балдахіну ( бронзового табернакля ) в соборі Святого Петра в Римі. Ліворуч художник подав крилату жінку зі списом, що вказує на небо - Астрономію. Геометрія з короною у вигляді фортеці на голові лежить у вільній позі серед трактатів і креслень, розглядаючи глобус. Жінка-Граматика навчає двох дітей - учнів. Риторика та Діалектика - це старець і юнак в лавровому вінку з кадуцеєм, що ведуть діалог перед брамою. Найбільше місця відведено Математиці ( жінці в червоному за столом праворуч ), що сидить перед запакованими товарами, натяком на торгівлю, бухгалтерію і необхідність постійно рахувати. Їй допомагає юнак з книгою бухгалтерського обліку. Золотаво-жовта сукня виділяє і жінку ліворуч - Музику , що грає на переносному органі. Їй допомагає Амурчик з флейтою, утворюючи в картині невеличкий ансамбль. Килим має широкий бордюр з зображенням путті, картушами, квітами у вазах тощо.